# Căteasca
Căteasca est une commune roumaine située dans le județ d'Argeș.